# Fragment d'antiga creu de terme
El Fragment d'antiga creu de terme és una obra del municipi de Reus (Baix Camp) inclosa en l'Inventari del Patrimoni Arquitectònic de Catalunya.

## Descripció
És un fragment d'una creu de pedra de la que no se'n sap la seva antiga ubicació, dipositada al Museu Salvador Vilaseca de Reus. Segons la documentació facilitada pel museu on està dipositada es tracta d'una Creu de Lorena. Es conserva un braç partit en dos trossos. El braç mostra la superfície treballada en relleus, i s'hi representa una tija vegetal serpentejant. L'extrem del braç acaba amb una secció triangular configurada per tres florons.